# MiG-29K
Mikojan MiG-29K (rus. Микоян МиГ-29K) je ruski višenamjenski borbeni lovac namijenjen za službu na nosaču aviona. Razvijen je kasnih 1980-ih od strane dizajnerskog ureda Mikojan na temelju lovca Mig-29M. U NATO klasifikaciji vojnih aviona, MiG-29K nosi naziv Fulcrum-D.
MiG-29K razlikuje se od modela MiG-29M koji je izgrađen 1991. prema boljoj opremljenosti. Tako je noviji MiG-29K opremljen novim multi-fukcionalnim radarom Zhuk-Me; kabina je opremljena s multi-funkcionalnim zaslonima u boji; pilot koristi HOTAS pilotsku palicu za upravljanje lovcem. Naoružanje obuhvaća naprednije zrak-zrak projektile te projektile namijenjene protu-brodskim i protu-radarskim napadima, kao i precizno navođeno zrak-zemlja oružje.
Dizajnerski ured Mikojan nije prestao s razvojem ovog lovca ni tijekom 1992. kada je došlo do nedostatka novca za financiranje projekta. Projekt dobiva poticaje za daljnji razvoj krajem 1990-ih nakon indijskog zahtjeva za kupnju vojnih lovaca namijenjenih nosačima aviona. Zahtjev je podnesen nakon što je Indija od Rusije kupila jedan nosač aviona sovjetske proizvodnje. Tokom 2009. indijskoj mornarici dostavljeno je 4 MiG-29K aviona.
Ruska mornarica namjerava postojeće standardne Su-33 lovce zamijeniti s MiG-29K lovcima do 2015. godine.

## Razvoj
Projekt MiG-29K pokrenut je početkom 1980-ih kada je sovjetska ratna mornarica izdala zahtjev za proizvodnjom nadzvučnog lovca koji će se koristiti na nosaču aviona. Kao prvi korak u ovom zahtjevu, ured Mikojan-Gurevič je dizajnirao verziju MiG-29 lovca koji je opremljen jačim podvozjem i ojačanim repnim odjeljkom s kuku. Ta verzija je nazvana MiG-29KVP (rus. Korotkii Vzlet i Posadka; hrv. kratko uzlijetanje i slijetanje). Model KVP je prvi puta poletio 21. kolovoza 1982. te je bio predmet opsežnog istraživanja koje je pokazalo potrebu za avionom veće snage i većom površinom krila. Odlučeno je da će se kao temelj mornaričkog lovca uzeti napredni MiG-29M (produkt 9.15) koji je tada već bio u razvoju. Na njegovom temelju odlučeno je razviti MiG-29K (rus. Korabelniy; hrv. baziran za brod) na kojem će se izvršiti promjene, uvevši novo podvozje i preklopna krila veće površine. MiG-29K ili projekt 9.31 značajno se razlikovao od standardnog MiG-29 lovca jer je koristio višenamjenski radar Zhuk-Me, monokromatski zaslon u kokpitu, HOTAS sustav upravljanja letjelicom te projektile raznih vrsta i namjena.
MiG-29K prvi puta je poletio 23. srpnja 1988. u mjestu Saky. Letjelicom je upravljao testni pilot T. Aubakirov. 1. studenog 1989. pilot T. Aubakirov je izvršio prvo slijetanje lovaca MiG-29K i Su-33 na palubu nosača aviona Tbilisi (danas poznatijeg kao admiral Kuznjecov). Od 1989. do 1991. godine MiG-29K je prošao različita testiranja na spomenutom nosaču aviona. Projekt razvoja ovog lovca ostao je nedovršen raspadom SSSR-a, te je prošlo mnogo vremena dok se cijeli projekt nije ponovo re-aktivirao.

### Reaktiviranje projekta
Projekt vezan uz MiG-29K ponovo je oživljen kada je indijska ratna mornarica zatražila novi višenamjenski mornarički lovac za vlastiti nosač aviona admiral Gorškov. Borbena grupa za taj nosač trebala je obuhvaćati 12 lovaca MiG-29K. Zrakoplov je imao sustav daljinskog upravljanja, sklopiva krila velike površine (42 m²), uvlačenje motora tijekom rada u podzemnom aerodromu, ojačani stajni trap, kuku te ojačan trup zaštićen od korozije koji je dizajniran specijalno za mornaričke lovce.
Dne 20. siječnja 2004. najavljeno je da su Indija i Rusija potpisali ugovor o prodaji sovjetskog nosača aviona admiral Gorškov Indiji za 1,6 milijardi USD. Prema ugovoru polovica novca će se potrošiti na izgradnju tvornice strojeva u Severodvinsku dok će se druga polovica novca potrošiti na lovce MiG-29K i protu-podmorničke helikoptere. Kao dio sovjetske flote, admiral Kuznjecov bio je hibrid nosača / kruzera koristeći okomito polijetanje zrakoplova. Budući da taj nosač danas koristi MIG-29K zrakoplove moralo je doći do rekonstrukcije palube, rampe za polijetanje i traka za slijetanje na nosaču.
MiG-29K se može koristiti i na lakim nosačima aviona koje Indija namjerava razviti i izgraditi.
Lovac je kompatibilan s raspoloživim oružjem koje koriste modeli MiG-29M i MiG-29SMT. Prvi MiG-29KUB razvijen za potrebe indijske mornarice imao je prvi let na ruskom zrakoplovnom centru Žukovski 22. siječnja 2007.

### MiG-29K namijenjen nosaču admiral Kuznjecov
Očekuje se da će ruska mornarica kupiti avione MiG-29K za jedan nosač aviona iz klase admiral Kuznjecov. Novine Bulletin Reports izvjestile su 2009. kako je rusko ministarstvo obrane napomenulo da se ugovor može zaključiti 2011. godine. Informaciju je potvrdio glavni dizajner jedne od vojnih industrija koja se bavi proizvodnjom agregata za ove zrakoplove, dok je sam proizvođač Mikojan-Gurevič ostao susdržan od komentara.
Na temelju publikacije koju izdaje rusko ministarstvo obrane, mornarica trenutno ima flotu od 19 mornaričkih lovaca Su-33 koji će se povući do 2015. godine. Moguća je i proizvodnja novih Su-33 ali ona nije isplativa za male količine. U isto vrijeme, MiG-29K je u tom pogledu povoljniji jer je indijska mornarica već naručila te avione. Indija je platila 730 milijuna USD za proizvodnju i isporuku 16 lovaca, dok će proizvodnja 24 aviona za rusku flotu stajati oko jednu milijardu USD.

## Dizajn

### Značajke
Višenamjenski lovac MiG-29K je zamišljen kao mornarički lovac na nosaču aviona koji bi pružao zračnu superiornost i uništavao mete na kopnu i moru pomoću oružja visoke preciznosti tokom dana i noći, u svim vremenskim uvjetima.
MiG-29KUB je dvosjed trener koji se također koristi na nosaču aviona, a namijenjen je obuci pilota i izvršavanju borbenih misija identičnih onima koje izvršava jednosjed MiG-29K. Prema rezultatima testiranja, avioni su pokazali vrlo visoku točnost slijetanja što je u kasnijoj fazi omogućilo prelazak na sustav s tri kabela prilikom slijetanja na nosač aviona admiral Gorškov. Točnost je dodatno povećana uvođenjem autothrottle sustava. Uzlijetanje je izvedivo u 90% letova pri tropskim uvjetima kada brzina nosača iznosi 10 čvorova.
Osim sličnosti s osnovnim modelom MiG-29, modeli K i KUB predstavljaju nove avione. Novi motor ima 7% više snage u odnosu na referentne vrijednosti modela RD-33 zbog korištenja modernih materijala za hlađenje lopatica motora. MiG-29K drastično je izmijenjen u odnosu na model MiG-29M, uz zadržavanje iste osnovne konfiguracije. Zbog uporabe na nosaču aviona, ojačani su podvozje i kuka, podvozje je prošireno dok su dodana preklopna krila i sustav katapultiranja.
Poboljšan je i potisak motora za slučajeve hitnog uzlijetanja s palube nosača. Uklanjanjem gornjeg usisnika zraka povećan je unutarnji spremnik goriva s 3.340 litara goriva na 4.560 litara. Kompozitni materijali korišteni su u velikoj mjeri u proizvodnji svih strukturnih elemenata. Korištene su i napredne legure, ali i u manjoj mjeri.

### Dolet i sustav goriva
MiG-29K ima dolet od 2.000 km koji se dodavanjem tri odbaciva spremnika može povećati na 3.000 km. Sam borbeni dolet lovca iznosi 850 km. Unutarnji kapacitet goriva MiG-29K iznosi 4.560 litara. Lovac im ograničen dolet zbog sovjetskog stila gradnje obrambenih lovaca. MiG-29K i MiG-29KUB opremljeni su i sa sustavom dolijevanja goriva u letu.

### Kokpit
Kokpit lovca jednosjeda opremljen je s 3 multifunkcionalna zaslona u boji (7 u KUB inačici), 4 digitalna kanala, fly-by-wire sustavom leta, ruskim sustavom navođenja projektila putem pasivnog radara, francuskim prijemnikom Sigma-95 GPS, izraelskim protumjerama dok je iz Indije opskrbljena komunikacijska oprema. MiG-29K je opremljen i s HOTAS sustavom. Pilot koristi TopSight kacigu sa sustavom ciljanja koja je razvijena za pilote Dassault Rafalea.
Kabina se opskrbljuje kisikom pomoću posebnog sustava pod uvjetom da se eliminira potreba za spremnicima kisika u avionu.
MiG-29K izgrađen 2002. godine sastoji se od bolje kokpit avionike s višenamjenskim LCD ekranima. Kokpit su testirali piloti ruskog ratnog zrakoplovstva na MiG-29SMT lovcima te su ga odobrili. Indijski piloti iz svojih zračnih snaga također su letjeli na MiG-29MT te su također bili zadovoljni karakteristikama kokpita.
Potencijal navigacijskog sustava lovca znatno je povećan kroz instalaciju sustava satelitske navigacije koji je također uspješno prošao testiranje na MiG-29SMT. Također, poboljšane su mogućnosti računala aviona i sustava kontrole paljbe.

### Radar
Zhuk-ME je napredna inačica izvornog avionskog radara N010 Zhuk. Dijelovi tog radara kojime se opremljeni lovci MiG-29K imaju specifičnu opremu. Radar ima poboljšanu obradu signala i raspon njegova otkrivanja do 120 km (izvozne inačice), praćenje do 10 ciljeva te napad 4 cilja odjednom u zrak-zrak modu. Raspon praćenja iznosi 0.83 - 0.85 od raspona otkrivanja. U zrak-zemlja modu radar može otkriti tenk na udaljenosti od 25 km a most na 120 km dok mornarički brod razarač može biti otkriven na 300 km udaljenosti dok istovremeno mogu biti praćena dva cilja na tlu.
Težina radara iznosi 220 kg a skeniranje područja +/- 85° po azimutu i +56/-40° po elevaciji. Radarska antena elektronički skenira područje pomoću proreznog planarnog polja koje ima promjer od 624 mm.
Zhuk-AE radar je razvijen s modularnim pristupom i omogućuje nadogradnju postojećih Zhuk ME radara kojima su opremljeni MiG-29 lovci u Zhuk-AE standard. Indija već koristi BAR radar na lovcima Su-30MKI koji imaju određeni AESA kao kritički element MRCA platforme. Indijsko ratno zrakoplovstvo objavilo je natječaj za kupnju 126 višenamjenskih lovaca na temelju MRCA natjecanja. Svoje ponude dali su MiG-25, Eurofighter Typhoon, F/A-18E/F Super Hornet, Dassault Rafale, JAS 39 Gripen i F-16 Fighting Falcon. Bilo je i nekih izvješća da je Indiji ponuđen i MiG-29K sa Zhuk AE radarom.
S posebnim premazom, Zhuk-ME radar na MiG-29K lovcu reflektira svoju površinu 4-5 puta manje od radara na osnovnom MiG-29 lovcu.

### Avionika
Avionika lovaca MiG-29K i MiG-29KUB se sastoji od:
- višenamjenskog radarskog sustava,
- optronic sustava (IR pretraživanje i praćenje),
- pasivnog radara za pronalazak projektila koji koristi opremu za upravljanje paljbom i označavanja mete,
- pilotske kacige sa sustavom označavanja mete.

MiG-29K je dostupan i s novim IRST sustavom s integriranim optičkim i laserskim sustavima što predstavlja značajni izazov, čak i za neprijateljski zrakoplov. Ovaj sustav je jedinstven zbog broja zadataka koji može izvršiti u odnosu na starije IRST sustave. Tako može ciljati mete u zraku i na tlu na udaljenosti od 15 km. Tu je i sposobnost otkrivanja raketa zahvaljujući generiranju topline na nosu pomoću otpora zraka. MiG-29K može se okretati za punih 360° u dog-fightu dok su njegovi prethodnici to mogli jedino pod uvjetom da se protivnički lovac nalazi ispred njih.

### Zračno punjenje gorivom
MiG-29K i MiG-29KUB mogu nadolijevati gorivo u zraku pomoću zračnih cisterni uz uvjet da su opremljeni s UPAZ sustavom. MiG-29K je dizajniran tako da za razliku od prethodnih lovaca MiG-29 može biti opremljen sa sustavom zračnog punjenja gorivom ili "prijateljskim" pohranjivanjem goriva od drugog lovca.

### Motor
Dva prototipa aviona iz 1980-ih su opremljena s dva Klimov RD-33 turbofen motora, svaki s naknadnim potiskom snage 86,3 kN te mogućim potiskom od 92,2 kN prilikom polijetanja na brodskim operacijama.
Sam lovac ima dva široko razmaknuta motora RD-33MK "Morskaya Osa" (rus. Морская Оса; hrv. Morska osa) koji predstavljaju najnoviji model motora iz ove obitelji. Motor je razvijen 2001. te je namijenjen moranričkim lovcima MiG-29K i MiG-29KUB, ali je prihvaćen i kod lovca MiG-35. Novi motor ima 7% više snage u odnosu na referentne vrijednosti modela zbog korištenja modernih materijala pri hlađenju lopatica motora. Također, motor sadrži i sustave koji smanjuju infracrvenu i optičku vidljivost lovca. Vijek trajanja motora iznosi 4.000 sati. Novim sustavom avion može polijetati s nosača aviona bez pomoći, zadržati performanse na vrućem klimatskom području te povećati borbenu efikasnost.

### Naoružanje
MiG-29K je naoružan jednim 30 mm gatling topom GSh-30-1 smještenim ispod krila. Prvotni top imao je kapacitet od 150 metaka, dok kasnije inačice (računajući i današnju) imaju kapacitet od 100 metaka. Avion je naoružan i s laserski navođenim i elektro-optičkim bombama kao što su Kh-25ML/25MP, Kh-29T, Kh-31G/31A i Kh-35U. Tu su još TV navođena bomba KAB-500KR, anti-radijacijski i protu-brodski projektili te razne rakete. Na zahtjev klijenta, avion može koristiti i naoružanje strane (ne-ruske) proizvodnje.
Raspon borbenih misija MiG-29K može se povećati dodavanjem dodatnog radara, infracrvenog slikovnog prikaza i izviđačke opreme.

### Defenzivne mjere
Kako bi se povećao životni vijek lovca u dog-fightovima, dizajn MiG-29K se oslanja na tehnologiju niske vidljivosti, smanjenje balističke ranjivosti te korištenje raznovrsnog naoružanja. Također, radar tog lovca može se 4-5 puta teže prepoznati u odnosu na klasični MiG-29. Za potrebe lovca, elektroničke protumjere razvijene su u Izraelu. Turbofen motor Klimov RD-33 sadrži sustave koji smanjuju infracrvenu i optičku vidljivost.

### Misije
Misije MiG-29K jednosjeda:
- napadi tijekom dana i noći s precizno navođenim projektilima
- protu-zračno ratovanje
- borbena pratnja
- bliska zračna podrška
- suzbijanje protivničke protu-zračne obrane
- napad na moru
- izviđanje
- Airborne vrsta zračne kontrole
- punjenje goriva tijekom leta

Misije MiG-29KUB dvosjeda:
- stjecanje i uvježbavanje pilotskih vještina i navigacije
- uvježbavanje manevara vezanih uz borbene operacije
- izvođenje borbenih misija identičnim onima od MiG-29K.

## Inačice
- MiG-29K
  - jednosjed[1]
- MiG-29KUB
  - dvosjed - trener[1]

## Korisnici
- Indija: Indijsko mornaričko zrakoplovstvo ukupno je naručilo 45 MiG-29K/KUB modela u ožujku 2010.[18] Mornaričko zrakoplovstvo od srpnja 2010. posjeduje 6 zrakoplova.[19][20] Avione koristi 303. eskadron INAS "Black Panthers".[21]
- Rusija : Rusko mornaričko zrakoplovstvo ukupno je naručilo 24 MiG-29K/KUB modela u siječnju 2010.[22]

## Vanjske poveznice
- Službena web stranica o lovcima MiG-29K/KUB  Arhivirana inačica izvorne stranice od 17. ožujka 2013. (Wayback Machine)
- Globalsecurity.org
- Video o MiG-29K  Arhivirana inačica izvorne stranice od 24. listopada 2007. (Wayback Machine)
- Video o MiG-29K indijske mornarice  Arhivirana inačica izvorne stranice od 1. listopada 2009. (Wayback Machine)
- RIA Novosti  Arhivirana inačica izvorne stranice od 21. listopada 2012. (Wayback Machine)

## Tehničke karakteristike
Izvori podataka: *Podaci su preuzeti s Russian Aircraft Corporation MiG data i Deagel.com
Osnovne karakteristike
- posada: 1
- dužina: 17,3 m
- raspon krila: 17,99 m
- površina krila: 43 m²
- visina: 4,4 m

Letne karakteristike
- najveća brzina: 2.200 km/h (1.370 mph, +2 macha)
- dolet: 2.000 km (1.240 milja)
3.000 km (1.860 milja) - s tri odbaciva spremnika
- brzina penjanja: 330 m/s (početna)
109 m/s (prosječna)[25]
- najveća visina leta: 17.500 m
- specifično opterećenje krila: 442 kg/m²
- motor: 2× Klimov RD-33MK turbo-fen motora

Naoružanje
- naoružanje:
- Top: 1× 30 mm top GSh-30-1 sa 100 metaka
- Nosač oružja: do 8 raketa, bombi i sl. smještenih ispod krila (maksimalne nosivosti do 5.500 kg)[26] uključujući:
- Projektili:
  - Zrak - zrak projektili
    - AA-11 "Archer" projektil kratkog dometa s infracrvenim navođenjem (30 km)
    - AA-10 "Alamo" projektil srednjeg dometa s poluaktivnim radarskim (130 km) i infracrvenim navođenjem (120 km)
    - AA-12 "Adder" projektil srednjeg dometa s aktivnim radarskim navođenjem (100 km)

  - Zrak - zrak projektili
    - Kh-25ML projektil kratkog dometa s poluaktivnim laserskim navođenjem (10 km)
    - Kh-29T projektil kratkog dometa s TV navođenjem (12 km)
    - Kh-35U projektil dugog dometa s aktivnim radarskim navođenjem (130 km)

  - Anti-radijacijski projektili
    - Kh-25MP projektil; modularna, anti-radijacijska varijanta, domet: 40 km
    - Kh-31P anti-radijacijski projektil srednjeg dometa, domet: 130 km

  - Protu-brodski projektili
    - Kh-31A projektil srednjeg dometa (50 km)
    - Kh-35 projektil dugog dometa s aktivnim radarskim navođenjem (130 km)

  - Bombe
    - FAB 500-M62
    - FAB 1000 (1.500 kg)
    - KAB 500KR TV navođena bomba
- defanzivne mjere: 

  - toplinski mamci
  - elektroničke protumjere (elektroničko ometanje)
  - Elektronika
    - Zhuk ME radar
    - Infra-crveni sustav za praćenje i promatranje
    - SPO-15 Beryoza RWR (radarski sustav za obavještavanje o opasnosti)

  - Ostale mogućnosti
    - odbacivi spremnici goriva
    - dolijevanje goriva u zraku

## Vidjeti također
Povezani zrakoplovi
- Mikoyan MiG-29
- Mikoyan MiG-29M
- Mikoyan MiG-35

Usporedivi zrakoplovi
- F/A-18E/F Super Hornet
- Dassaul Rafale M
- Suhoj Su-33

## Vanjske poveznice
- MiG-29K/KUB na službenoj MiG web stranici (Migavia.ru)  Arhivirana inačica izvorne stranice od 17. ožujka 2013. (Wayback Machine)
- MiG-29K na globalsecurity.org
- MiG-29K na metacafe.com  Arhivirana inačica izvorne stranice od 24. listopada 2007. (Wayback Machine)
- Video o MiG-29K Indijske mornarice  Arhivirana inačica izvorne stranice od 1. listopada 2009. (Wayback Machine)